# 上色見熊野座神社
上色見熊野座神社（かみしきみ くまのいますじんじゃ、かみしきみ くまのざじんじゃ）は、熊本県阿蘇郡高森町上色見（かみしきみ）にある神社。
ちなみに、御朱印は、南西方面の町の中心部、南阿蘇鉄道の終着駅である高森駅近隣にある観光案内所「高森観光推進機構」にて得ることができる。

## 概要
阿蘇カルデラ外輪山の南東部、国道265号から南方の穿戸岩（うげといわ）という穴の空いた大岩へと登っていく途中に鎮座している。（この穿戸岩に関しては、阿蘇大明神（健磐竜命）の従者・鬼八(きはち)法師が蹴破って穴を開けたという伝説が残っている。）
創建は鎌倉時代末期～室町時代ごろとされ、穿戸岩を中心とした古代からの磐座信仰と、修験者がもたらした熊野信仰が結びつく形で成立したと考えられる。かつては「穿戸(岩/社)権現」「熊野穿戸(岩)社」「熊野宮」などと呼ばれていた。

## 祭神
- 伊邪那岐命
- 伊邪那美命
- 石君大将軍（いわぎみ たいしょうぐん）- 阿蘇大明神（健磐龍命）の荒魂。